# Equimosi
L'equimosi és un terme mèdic que defineix una lesió subcutània caracteritzada per dipòsits de sang extravasada sota de la pell intacta. És classificada com a contusió simple i és un signe inequívoc de vitalitat. La seva mida pot variar. Quan l'equimosi ocasiona una elevació palpable de la pell s'anomena hematoma o, comunament, (cop) blau, blavura, blaüra, morat, moradura, verdanc o verduc. Si la seva mida és molt petita se'n diu petèquia. Es pot localitzar a la pell o a la membrana mucosa.

## Presentació
Després d'un trauma local, els eritròcits o cèl·lules sanguínies són fagocitats i degradats pels macròfags. El color vermell-blavós és produït per un enzim convertidor d'hemoglobina a bilirubina, la qual és de color blau-verdós. La bilirubina és convertida en hemosiderina, que té un color entre daurat i cafè, que ens dona el canvi de colors. És el sagnat intern de la pell provocat per la ruptura d'algun vas sanguini.
Els hematomes es poden dividir en mides. Per definició, una equimosi oscil·la entre 1 i 2 centímetres de llarg, i són més llargues que les petèquies (1-2 mm) o pigments porpra, que fan més de 3 mm. Els hematomes també tenen vores difuses de color porpra blau.
Generalment, els dermatòlegs prefereixen diferenciar porpra, petèquia i equimosi pels seus noms descriptius. Mentre que altres especialistes, com els metges interns, sovint els anomenen comunament equimosi.